# Leptocera boninensis
Leptocera boninensis är en tvåvingeart som beskrevs av Richards 1963. Leptocera boninensis ingår i släktet Leptocera och familjen hoppflugor. Inga underarter finns listade i Catalogue of Life.